# Mannenbroeders
Met het woord mannenbroeders worden traditioneel de mannen aangeduid in de gemeenschap van de vooroorlogse Gereformeerde Kerken in Nederland en de Anti-Revolutionaire Partij (ARP).
Het dienen van de kerk en de partij in bestuursfuncties was traditioneel aan mannen voorbehouden. De mannen werden geschoold in de jongelingsvereniging en de mannenvereniging.

## Gebruik
Het woord mannenbroeders werd populair door het boek Parade der mannenbroeders (1964) van Trouw-journalist Ben van Kaam. Daarin beschreef hij op luchtige wijze de gereformeerde cultuur. De laatste jaren wordt de term door buitenstaanders vooral schertsend gebruikt. De documentaire Mannenbroeders van Kootjebroek gebruikt de term echter om een beeld van stoere, traditionele onverzettelijkheid te schetsen en in huidige gereformeerde kringen wordt de term nog altijd positief gebruikt. Men spreekt elkaar soms zelfs met deze woorden aan. Het enkelvoud mannenbroeder komt voor, maar is ongebruikelijk, vooral bij de aanspreekvorm. Men gebruikt dan gewoonlijk enkel het woord broeder. De gereformeerde kringen waarin dit nog min of meer gangbaar is, komen echter zelden overeen met 'oude' gereformeerde kerken in Nederland (thans PKN), maar veeleer met andere reformatorische kerkverbanden.

## Bijbelse oorsprong
De aanduiding mannen broeders is afkomstig uit de Statenvertaling, de vertaling van de Bijbel die vroeger algemeen werd gebruikt, en wordt onder andere uitgesproken wanneer de apostelen zich vlak na het definitieve vertrek van Jezus in het boek Handelingen 2:37 afvragen: Wat moeten wij doen, mannen broeders? In tegenstelling tot het huidige gebruik wordt deze aanduiding in de Statenvertaling steeds als twee woorden geschreven. Hij komt op veertien plaatsen voor, waarvan dertien keer als aanspreekvorm.